# Marki (gmina)
Marki – dawna gmina wiejska istniejąca w latach 1924–1954 w Warszawskiem. Siedzibą władz gminy była wieś Marki.

## Historia
Gminę utworzono z dniem 1 lipca 1924 w powiecie warszawskim w woj. warszawskim z części gminy Bródno:
- wieś Drewnica, folwark Drewnica, leśnictwo Drewnica;
- osada Marki;
- kolonia Osinki, kolonia Pustelnik, kolonia Rościszewo, kolonia Henryków, kolonia Czerwony Dwór, kolonia Pustelnik D, kolonia Piotrówka;
- wieś Pustelnik-Struga, kolonia Czarna Struga, kolonia Brazylka;
- wieś Siwki, kolonia Podlesie, kolonia Szybówek;
- kolonia Zielonka-Letnisko, kolonia Zielonka Bankowa, folwark Nutka Zielona;
- wszystkie inne niezaludnione osady, położone w granicach gminy Bródno na wschód od granic gruntów folwarków: Lewinów, Lewicpol i Lewandów oraz gruntów wsi Grodzisk i Brzeziny[3].

1 kwietnia 1930 do gminy Marki z gminy Wawer w tymże powiecie włączono miejscowość Ząbki, zakład leczniczy dla umysłowo chorych w Drewnicy oraz lasy państwowe położone na terytorium Drewnicy i Ząbek.
20 października 1933 gminę Marki podzielono na 7 gromad (skład gromad w nawiasie): 
- Drewnica – Drewnica (kol.), Drewnica (kol. szpit.), Nadleśnictwo Drewnica, Osiedle Drewnica  i Drewnica (w.)
- Marki – Marki (w.);
- Pustelnik – Czerwony Dwór (kol.), Halberówka (kol.), Henrykó (kol.), Osinki (kol.), Piotrówka (kol.), Pustenik (kol.), Pustelnik D (kol.), Rogaczówka (kol.) i Zieleniec (kol.);
- Siwki – Siwki (w.);
- Struga – Czarna Struga (kol.), Pustelnik-Struga (w.) i Struga (kol.);
- Ząbki – Miasto-Ogród Ząbki, Nowe Parcele Ząbki (osiedle), Ząbki-Szwaby (w.) i Ząbki (w.);
- Zielonka – Horowa Góra (kol.), Nowa Zielonka (kol.), Nutka Zielona (f.), Podlesie (kol.), Zielonka Bankowa (kol.), Zielonka-Letnisko (kol.) i Poligon Wojskowy.

W 1939 roku w jej skład wchodziły wsie: Drewnica, Pustelnik, Struga, kolonie: Czarna Struga, Czerwony Dwór, Drewnica, Halberówka, Henryków, Horowa Góra, Nowa Zielonka, Osinki, Piotrówka, Pustelnik D, Rogaczówka, Rościszewo, Struga, Szpitalna Drewnica, Zieleniec, Zielonka Bankowa, Zielonka Letnisko i Poligon Wojskowy oraz folwark Nutka Zielonka i Nadleśnictwo Drewnica.
Podczas II wojny światowej w Generalnym Gubernatorstwie, w dystrykcie warszawskim, bez zmian w składzie gromad. Gmina Marki w 1943 roku obejmowała nadal 7 gromad i liczyła 22,394 mieszkańców: Drewnica (960 mieszkańców), Marki (5450), Pustelnik (4403), Siwki (956), Struga (1484), Ząbki (5560) i Zielonka (3581).
Po wojnie gmina zachowała przynależność administracyjną.
1 stycznia 1948 z gminy Marki wyłączono gromadę Zielonka, tworząc w  niej nową gminę Zielonka.
15 maja 1951 do gminy Marki przyłączono część obszaru zniesionej gminy Bródno (gromady Brzeziny i Grodzisk), natomiast część obszaru gminy Marki włączono do Warszawy (część gromady Ząbki).
1 lipca 1952 zniesiono powiat warszawski, a gminę Marki przyłączono do powiatu wołomińskiego; równocześnie z części obszaru gminy Marki utworzono nowe gminy: Ząbki (gromady Drewnica i Ząbki) i Pustelnik (gromady Pustelnik i Struga), natomiast gromadę Siwki włączono do gminy Zielonka. Według stanu z dnia 1 lipca 1952 gmina składała się z 3 gromad: Brzeziny, Grodzisk i Marki.
Jednostkę zniesiono 29 września 1954 wraz z reformą wprowadzającą gromady w miejsce gmin.
Jednostki nie przywrócono 1 stycznia 1973 po reaktywowaniu gmin, ponieważ większość jej dawnego obszaru weszła w skład Warszawy i utworzonego w 1967 roku miasta Marki.

## Zmiany terytorialne
| Miejscowość        | 1867-01-13 | 1924-07-01 | 1930-04-01 | 1939-04-01 | 1948-01-01 | 1951-05-15 | 1952-07-01 |
| ------------------ | ---------- | ---------- | ---------- | ---------- | ---------- | ---------- | ---------- |
| Brzeziny           | Bródno     | Bródno     | Bródno     | Bródno     | Bródno     | Marki      | Marki      |
| Czerwony Dwór      | Bródno     | Marki      | Marki      | Marki      | Marki      | Marki      | Pustelnik  |
| Drewnica           | Bródno     | Marki      | Marki      | Marki      | Marki      | Marki      | Ząbki      |
| Drewnica Szpitalna | Wawer      | Wawer      | Marki      | Marki      | Marki      | Marki      | Ząbki      |
| Grodzisk           | Bródno     | Bródno     | Bródno     | Bródno     | Bródno     | Marki      | Marki      |
| Horowa Góra        | Bródno     | Marki      | Marki      | Marki      | Zielonka   | Zielonka   | Zielonka   |
| Marki              | Bródno     | Marki      | Marki      | Marki      | Marki      | Marki      | Marki      |
| Pustelnik          | Bródno     | Marki      | Marki      | Marki      | Marki      | Marki      | Pustelnik  |
| Siwki              | Bródno     | Marki      | Marki      | Marki      | Marki      | Marki      | Zielonka   |
| Struga             | Bródno     | Marki      | Marki      | Marki      | Marki      | Marki      | Pustelnik  |
| Ząbki              | Wawer      | Wawer      | Marki      | Marki      | Marki      | Marki      | Ząbki      |
| Zielonka Bankowa   | Bródno     | Marki      | Marki      | Marki      | Zielonka   | Zielonka   | Zielonka   |
| Zielonka-Letnisko  | Bródno     | Marki      | Marki      | Marki      | Zielonka   | Zielonka   | Zielonka   |